# Фредерік IX
Фредерік IX (дан. Frederik 9; 11 березня 1899 — 14 січня 1972) — 53-й король Данії, з династії Глюксбургів; старший син короля Данії Кристіана X і його дружини Александріни, герцогині Мекленбург-Шверинської. Був одружений з принцесою Інгрід Шведською, дочкою короля Швеції Густава VI Адольфа, батько королеви Данії Маргрете II (1972—2024).

## Нагороди
- Орден Слона
- Орден Підв'язки
- Орден святого Джона
- Орден Корони Італії
- Орден Данеброг
- Орден Лазні
- Орден Святого Олафа
- Вищий орден Святого Благовіщення
- Королівський Вікторіанський орден
- Орден Святих Маврикія та Лазаря
- Орден Серафимів+